# 少棘石鱸
少棘石鱸（学名：Diagramma pictum），又名少棘胡椒鯛、雞仔魚、加志，为石鱸科少棘胡椒鯛屬下的一个种。